# Picaflors de Nehrkorn
El picaflors de Nehrkorn (Dicaeum nehrkorni) és un ocell de la família dels diceids (Dicaeidae).

## Hàbitat i distribució
Habita els boscos de les muntanyes de l'illa de Sulawesi.